# Pietro Baisi
Pietro Baisi (Serramazzoni, 10 settembre 1945) è un ex calciatore italiano, di ruolo attaccante. Fratello del più celeberrimo Vanni Baisi, fondatore della musica Folk in Appennino Modenese, la sua band era chiamata "Le Blande Figure". Tra le tante ottime prestazioni si ricorda il record di 35 gol in una sola stagione, siglato sotto la maglia del Pisa.

## Carriera
Cresciuto nel Torino, ha esordito in Serie A con la maglia granata nel campionato 1967-1968, dopo alcuni anni in Serie B.
Ha giocato nella massima serie anche con il Catania (28 presenze, 3 reti) nella stagione 1970-1971.
Ha disputato 5 incontri e realizzato 2 reti con la maglia della nazionale giovanile, vincendo nel 1967 la medaglia d'oro ai Giochi del Mediterraneo.

## Palmarès

### Club
- Coppa Italia: 1

Torino: 1967-1968
- Campionato italiano Serie C: 1

Alessandria: 1973-1974 (girone A)

### Nazionale
- Giochi del Mediterraneo: 1

Tunisi 1967